# Campeonato Carioca de Futebol Feminino de 2021
O Campeonato Carioca de Futebol Feminino de 2021 foi a 30ª edição da divisão principal do campeonato estadual de futebol feminino do Rio de Janeiro. A competição foi organizada pela Federação de Futebol do Estado do Rio de Janeiro (FERJ) e teve o Flamengo como campeão. A equipe rubro-negra conquistou o título após vencer o Fluminense nos pênaltis, após um empate no tempo normal por 1–1. Este foi o sexto título do Flamengo na história da competição. A Cabofriense, quinta colocada, por sua vez, garantiu uma vaga para a Série A3 do Brasileiro Feminino de 2022.

## Formato e participantes
O Campeonato Carioca Feminino de 2021 foi disputado por doze agremiações em três fases distintas: na primeira, os participantes se enfrentaram em turno único. Após onze rodadas, os quatro primeiros se qualificaram para as semifinais, disputadas entre o clube melhor colocado na primeira fase e o quarto melhor e entre o segundo e o terceiro. Os vencedores avançaram para a final. Esta terceira e última fase foi disputada também em partida única. As doze agremiações que participaram desta edição foram:
| Equipe          | Cidade          | Títulos                                             | Ref.   |
| --------------- | --------------- | --------------------------------------------------- | ------ |
| Bangu           | Rio de Janeiro  | —                                                   | [ 12 ] |
| Barcelona-RJ    | Rio de Janeiro  | —                                                   | [ 12 ] |
| Boavista-RJ     | Saquarema       | —                                                   | [ 12 ] |
| Botafogo        | Rio de Janeiro  | 2 (2014 e 2020)                                     | [ 12 ] |
| Cabofriense     | Cabo Frio       | —                                                   | [ 12 ] |
| Duque de Caxias | Duque de Caxias | 1 (2011)                                            | [ 12 ] |
| Flamengo        | Rio de Janeiro  | 5 (2015, 2016, 2017, 2018 e 2019)                   | [ 12 ] |
| Fluminense      | Rio de Janeiro  | —                                                   | [ 12 ] |
| Pérolas Negras  | Resende         | —                                                   | [ 12 ] |
| Portuguesa-RJ   | Rio de Janeiro  | —                                                   | [ 12 ] |
| Serra Macaense  | Macaé           | —                                                   | [ 12 ] |
| Vasco da Gama   | Rio de Janeiro  | 8 (1996, 1997, 1998, 1999, 2000, 2010, 2012 e 2013) | [ 12 ] |

## Fase final
|  | Semifinais      | Semifinais |       |  | Final         | Final |  |
|  |                 |            |       |  |               |       |  |
|  |                 |            |       |  |               |       |  |
|  | Flamengo        | 4          |       |  |               |       |  |
|  | Vasco da Gama   | 1          |       |  |               |       |  |
|  |                 |            |       |  |               |       |  |
|  |                 |            |       |  |               |       |  |
|  |                 |            |       |  | Flamengo (p.) | 1 (3) |  |
|  |                 | Fluminense | 1 (0) |  |               |       |  |
|  |                 |            |       |  |               |       |  |
|  |                 |            |       |  |               |       |  |
|  |                 |            |       |  |               |       |  |
|  |                 |            |       |  |               |       |  |
|  | Botafogo        | 1 (0)      |       |  |               |       |  |
|  | Fluminense (p.) | 1 (3)      |       |  |               |       |  |